# Égissirgal
Az Égissirgal (sumer: É.GIŠ.ŠIR.GAL, „nagy fény háza/temploma”) az ókori mezopotámiai Urban a holdisten Nanna (Szín) és felesége Ningal szentélykörzete volt. Ugyanígy hívták a babiloni Nanna-szentélyt is.

## Ur

### A III. uri dinasztia építkezései

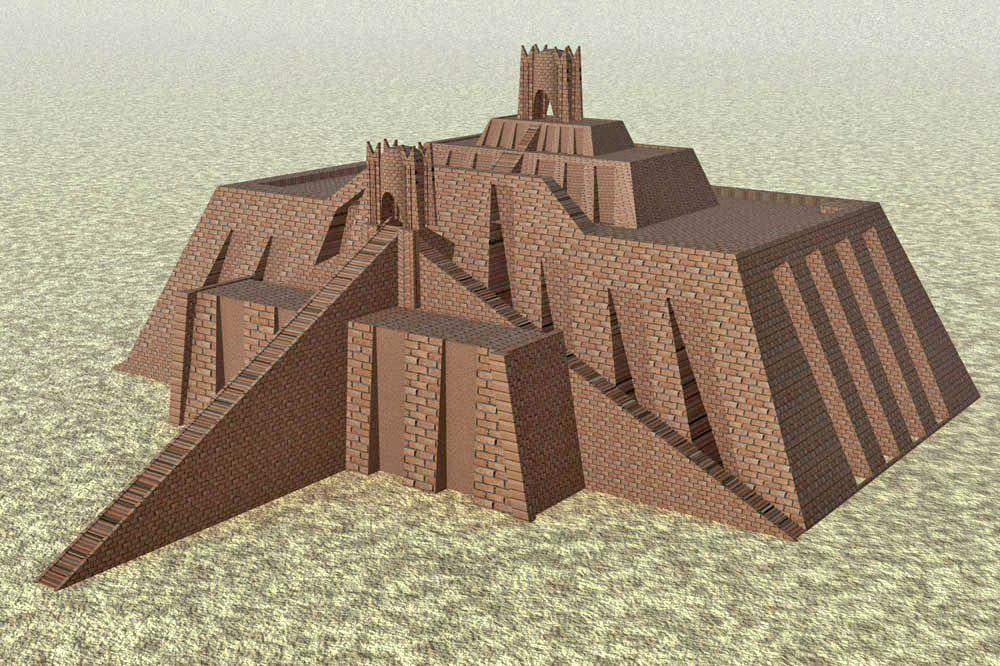
Zikkurat – az Étemennigur – rekonstrukció Urban

A III. uri dinasztia a várost, mint birodalmi fővárost és a szentélykörzetet teljesen újjáépítette. A dinasztiaalapító Ur-Nammu, az első igazi zikkuratok építője itt Nanna számára emelt egyet, az Étemennigurt, aminek díszes bejárata volt az Édublalmah és aminek lelke a Nanna-szentély volt. Ezek a Nanna-udvarral együtt alkották Nanna templomát.
A Nanna-templom mellett volt Amar-Szín giparuja, ami Ningal templomát és az entu-papnő székhelyét foglalta magában. A mellettük levő Énunmah templom és kincstár lehetett.
A szentélykörzetnek a zikkuratuval átellenes sarkában volt Ur-nammu és Sulgi Éhurszagja, azaz palotája.

### Későbbi építkezések
Nabú-naid újbabiloni uralkodó rendkívül nagyra tartotta Szín kultuszát, helyreállítatta az uri szentélykörzetet. Lánya, En-nigaldi-Nanna lett az entu-papnő, akinek rezidenciájában – a giparuban – egy „múzeumot” is berendezett. Itt tárolta többek között Sulgi egy szobrának töredékét, Larsza egyik királyának feliratos agyagszögét, valamint egy kassú kudurrut (birtokadományról megemlékező feliratos határkövet).

## Az Égissirgal papnői
| Name            | dátum rövid kronológia | dátum középső kronológia | Uralkodó, akinek a leánya |
| --------------- | ---------------------- | ------------------------ | ------------------------- |
| Lipusa          | 2325 - ?               | 2389-?                   | Karam-Szín unokája        |
| Enhéduanna      | 2270 - ?               | 2334-?                   | Sarrukín                  |
| Enmenanna       | 2190 - 2154            | 2254-2218                | Narám-Szín                |
| Enannépada      | 2104 - 2090            | 2168-2154                | Ur-Baba                   |
| Ennirgalanna    | 2043 - 2025            | 2107-2089                | Ur-Nammu                  |
| Ennirzianna     | 2024 - 1977            | 2088-2051                | Sulgi                     |
| Enuburzianna    |                        | 2051–2042                | Sulgi(?)                  |
| Enmahgalanna    |                        | 2042–2018                | Amar-Szín(?)              |
| Ennirszianna    |                        | 2018–1999                | Ibbí-Szín                 |
| Enannadu        | 1764 - ?               | 1834-1823                | Varad-Szín                |
| Ennigaldi-Nanna | 553-539?               |                          | Nabú-naid                 |

## Babilon
Hammurapi 3. évneve szerint felújította a szentélyt.